# 20è Festival Internacional de Cinema de Moscou
El 20è Festival Internacional de Cinema de Moscou es va celebrar entre el 19 i el 29 de juliol de 1997. El Sant Jordi d'Or fou atorgat a la pel·lícula estatunidenca Marvin's Room dirigida per Jerry Zaks.

## Jurat
- Oleg Ménxikov (Rússia – President)
- Georgi Djulgerov (Bulgària)
- Irakli Kvirikadze (Geòrgia)
- Fernando Méndez-Leite Serrano (Espanya)
- Michel Seydoux (França)
- Sergio Olhovich (Mèxic)
- Mrinal Sen (Índia)
- Beata Tyszkiewicz (Polònia)

## Pel·lícules en competició
Les següents pel·lícules foren seleccionades per la competició:
| Títol original                   | Director(s)       | País de producció                  |
| -------------------------------- | ----------------- | ---------------------------------- |
| Suvaroteiru                      | Shunji Iwai       | Japó                               |
| Blue Mountain                    | Thomas Tanner     | Suïssa, Alemanya                   |
| Sagojogan ministeri              | Paul-Anders Simma | Finlàndia, Noruega, Suècia         |
| Knockin' on Heaven's Door        | Thomas Jahn       | Alemanya, Països Baixos, Bèlgica   |
| Comme des rois                   | François Velle    | França                             |
| Marvin's Room                    | Jerry Zaks        | Estats Units                       |
| Pułapka                          | Adek Drabiński    | Polònia                            |
| Witman fiúk                      | János Szász       | Hongria, França, Alemanya, Polònia |
| Marianna Ucrìa                   | Roberto Faenza    | Itàlia, França, Portugal           |
| Mat' i syn                       | Alexander Sokurov | Rússia, Alemanya                   |
| Le Plus Beau Métier du monde     | Gérard Lauzier    | França                             |
| Shanghai 1937                    | Peter Patzak      | Àustria, R.P. de la Xina           |
| Fei hu                           | Gordon Chan       | Hong Kong                          |
| Bring Me the Head of Mavis Davis | John Henderson    | Regne Unit                         |
| Sardari Begum                    | Shyam Benegal     | Índia                              |
| Chevrolet                        | Javier Maqua      | Espanya                            |

## Premis
- Sant Jordi d'Or: Marvin's Room de Jerry Zaks
- Sant Jordi de Plata Especial: Mat' i syn de Alexander Sokurov
- Sant Jordi de Plata:
  - Millor Director: János Szász per Witman fiúk
  - Millor Actor: Til Schweiger per Knockin' on Heaven's Door
  - Millor Actriu: Isabel Ordaz per Chevrolet
- Premi FIPRESCI: Witman fiúk de János Szász
- Premi d'Honor – Per la contribució al cinema:
  - Robert De Niro, actor ( Estats Units)
  - Andrei Mikhalkov-Konchalovsky, director (Rússia)
  - Sophia Loren, actriu (Itàlia)
  - Catherine Deneuve, actriu ( França)